# Spartaeus noctivagus
Spartaeus noctivagus là một loài nhện trong họ Salticidae.
Loài này thuộc chi Spartaeus. Spartaeus noctivagus được Dmitri Viktorovich Logunov & Azarkina miêu tả năm 2008.